# Griže
Griže (in italiano tra le due guerre Grise, nel XIX secolo in tedesco Grische) è un paese della Slovenia, insediamento (naselje) del comune di Sesana.
La località, che si trova a 407 metri s.l.m. ed a 13,2 chilometri dal confine italiano, è situata a nord del torrente Rassa (Raša) e a 4,5 chilometri da Stòrie (Štorje).

## Geografia fisica

### Corsi d'acqua
torrente Rassa (Raša); Grižanski potok

### Alture principali
Veliki Šurmarnik, mt 528; Globočice, mt 452

## Storia
Durante il dominio asburgico Griže (Grische) fu comune catastale autonomo, inquadrato nel Ducato di Carniola, e, fino al 1849, nel Regno d'Illiria. Il comune comprendeva anche i vicini villaggi di Sela (o Siela), Hribi (Hriebe), Mahniče (o Machnichi, in tedesco Machnitsche), Pristava (o Prestava) e Bogu (o Bogou). Successivamente esso venne aggregato al comune di Vrabče (Urabtsch o Urabtsche).
In seguito alla prima guerra mondiale e al Trattato di Rapallo, nel 1920 il paese passò al Regno d'Italia. In questo periodo il nome del paese venne italianizzato in Grise. Il comune di Vrabice/Monte Urabice (Vrabče) venne inquadrato nella provincia del Friuli nel 1923, passando poi nel 1927 alla ricostituita provincia di Gorizia, ma l'anno successivo venne soppresso e il suo territorio fu aggregato al comune di San Vito di Vipacco.
In seguito alla seconda guerra mondiale e ai Trattati di Parigi, il paese nel 1947 passò alla Jugoslavia. Dal 1991 fa parte della Slovenia.